# 浦安迪
浦安迪（英語：Andrew Henry Plaks，1945年—）是一位美国汉学家，专攻于明清白话小说。

## 生平
1945年出生于纽约市，1973年博士毕业于普林斯顿大学，之后留校任教，1976年成为副教授，1980年成为教授，2007年退休后搬迁至以色列，任职于耶路撒冷希伯来大学。

## 家庭
1968年与利维亚·巴施（1947年–2013年）结婚，并育有两子，杰森和埃里克。